# فرودگاه بین‌المللی پنانگ
 فرودگاه بین‌المللی پنانگ (به انگلیسی: Penang International Airport) (به زبان بومی: Lapangan Terbang Antarabangsa Pulau Pinang) یک فرودگاه همگانی مسافربری با کد یاتا PEN است که یک باند فرود آسفالت دارد و طول باند آن ۳۳۵۲ متر است. این فرودگاه در کشور مالزی قرار دارد و در ارتفاع ۳ متری از سطح دریا واقع شده است.

## شرکت‌های هواپیمایی و مقصدهای پروازی

### مسافری
| شرکت‌های هواپیمایی                            | مقصدهای پروازی                                                                                   |
| -------------------------------------------- | ------------------------------------------------------------------------------------------------ |
| ایرآسیا                                      | تان سون نهات، ثنای، کوتا کینابالو، کوالالامپور، کوچینگ، لانگکاوی، کوالا نامو، چانگی سنگاپور      |
| دراگون‌ایر                                    | هنگ کنگ                                                                                          |
| چاینا ایرلاینز                               | تائویوان تایوان                                                                                  |
| هواپیمایی جنوبی چین                          | بایون گوآنگجو                                                                                    |
| Firefly                                      | سلطان اسکندر مودا، سلطان اسماعیل پترا، سلطان عبدالعزیز شاه، لانگکاوی، پوکت                       |
| ایرآسیای اندونزی                             | کوالا نامو، جواندا                                                                               |
| اندونزی ایرآسیا ایکس                         | انگوراه رای، سوئکارنو-هتا، جواندا                                                                |
| Jetstar Asia Airways                         | چانگی سنگاپور                                                                                    |
| لاین ایر                                     | کوالا نامو                                                                                       |
| Lucky Air                                    | کونمینگ چانگشوی                                                                                  |
| مالزی ایرلاینز                               | کوالالامپور فصلی: ملک عبدالعزیز، کوتا کینابالو, کوچینگ, شاهزاده محمد بن عبدالعزیز                |
| مالیندو ایر                                  | هایکو میلان، کوالالامپور، سلطان عبدالعزیز شاه، مالاکا، سانیا فونیکس، چانگی سنگاپور، ووهان تیانهه |
| Scoot                                        | چانگی سنگاپور                                                                                    |
| سیلک‌ایر                                      | چانگی سنگاپور                                                                                    |
| Sriwijaya Air                                | کوالا نامو                                                                                       |
| تای ایرآسیا                                  | دن موئنگ                                                                                         |
| تای ایرویز اینترنشنال (اجرا توسط Thai Smile) | سووارنابومی                                                                                      |

### باری
| شرکت‌های هواپیمایی | مقصدهای پروازی                                           |
| ----------------- | -------------------------------------------------------- |
| ایر هنگ‌کنگ        | هنگ کنگ، تان سون نهات                                    |
| کاتای پاسیفیک     | سووارنابومی، نوا به، هنگ کنگ، پنوم‌پن، چانگی سنگاپور      |
| چاینا ایرلاینز    | تان سون نهات، نینوی آکوئینو، تائویوان تایوان             |
| اوا ایر           | هنگ کنگ، چانگی سنگاپور، تائویوان تایوان                  |
| فدکس اکسپرس       | سووارنابومی، بایون گوآنگجو، کوالالامپور، تائویوان تایوان |
| کورین ایر         | سوئکارنو-هتا، نینوی آکوئینو، اینچئون                     |
| ام‌ای‌اس کارگو      | کوالالامپور، شانگهای پودنگ، ناریتا                       |
| یوپی‌اس ایرلاینز   | کوالالامپور، شنژن بن                                     |